# Yoyo
Yoyoen er et stykke legetøj, bestående af to lige store runde plader, diske, bestående af enten plastic, træ, eller metal, sat sammen på en aksel, hvorom der er snoet en lang snor. Ved 'normal' legetøjs-yoyo er snoren knap en meter lang. I den anden ende af snoren er der en løkke.
Yoyo'en benyttes ved at binde løkken omkring langefingeren, tage yoyo'en i hånden for derefter at kaste den i en glidende bevægelse. Yoyo'en vil nu begynde at spinne (snurre rundt for enden af snoren, uden at returnere til hånden), og vil opnå det, man kunne kalde en gyroskopisk tilstand, som giver brugeren tid til at udføre forskellige tricks. 
Når tricket er udført, laves et let ryk med hånden, hvilket vil få yoyo'en til at returnere til hånden, og dermed er tricket færdigt.

## Responssystemer
Moderne yoyo'er bruger en eller andet form for respons, for at yoyo'en kan vende tilbage spillerens hånd. Det kan være silikone, gummi eller andre plastik/gummi-arter. En professionel spiller har oftest en totalt 'unresponsive' yoyo, hvilket vil sige, at yoyo'en ikke kan komme tilbage til hånden med et lille ryk med hånden, men i stedet skal bruge et 'bind' for at returnere til hånden.

## 1A Division (String-tricks)
1A er den simpleste division, man kan spille i dag. I 1A fremfører spilleren såkaldte "string-tricks"; hvilket er tricks, hvor yoyo'en spinner på snoren. Yoyo'erne i 1A divisionen er oftest "unresponsive", for at gøre det nemmere at udføre avancerede tricks.

## 2A Division (Looping)
2A er mere avanceret end 1A. I 2A divisionen bruges 2 yoyo'er, en til hver hånd. Disse yoyo'er er også formet efter de originalformede yoyo'er, og denne type yoyo er god til at "loope" og lave forskellige "looping-tricks" med.
I 2A divisionen spilles med disse 2 yoyo'er samtidig, hvor de holdes i konstant bevægelse ved at "loope". 
Disse typer yoyo'er er meget "responsive", hvilket vil sige, at de nemt returnerer til hånden.

## 3A Division
3A er en sammentrækning af de 2 forrige divisioner, 1A og 2A. Her spiller man igen med 2 yoyo'er, men denne gang er det 2 "unresponsive" yoyo'er, der bruges. Spillestilen ligner meget 1A, der anvendes bare 2 yoyo'er, hvor man vikler dem ind i hinanden, og udfører mere avancerede tricks.

## 4A Division (Off-string)
4A divisionen er lidt at sammenligne med diabolo, da yoyo'en ikke har snoren siddende fast på akslen. Spilleren kaster yoyo'en op i luften, så den ikke længere sidder fast til snoren, og griber den derefter på snoren, som en diabolo. Yoyo'erne er oftest lidt større end i de andre divisioner, da det gør det nemmere at gribe dem på snoren.

## 5A Division (Freehand/Counterweight)
5A er den division, som udvikler sig mest, og som flere og flere begynder at spille. I denne division sidder snoren ikke fast på spillerens finger, men han har i stedet en lille modvægt, en såkaldt "counterweight" (oftest en terning eller lille kugle), som sidder for enden af snoren i stedet for løkken. Når man laver tricks, laver man sit kast, og giver derefter slip på modvægten også, og reelt bare holder et sted på snoren, og styrer det hele derfra. Denne division er yderst populær, men ikke sådan lige til!